# Jerry Lee Lewis (album)
Cet article concerne l’album Jerry Lee Lewis sorti en 1958. Ne pas confondre avec l’album Jerry Lee Lewis (1979), ni avec Jerry Lee Lewis, l’artiste éponyme.
Albums de Jerry Lee Lewis
Jerry Lee’s Greatest
(1961)
Singles
1. Crazy Arms / End of the Road
Sortie : 1 décembre 1956
2. It’ll Be Me / Whole Lot of Shakin’ Going On
Sortie : 15 mars 1957
3. High School Confidential / Fools Like Me
Sortie : Mai 1958

Jerry Lee Lewis est le premier album du chanteur et pianiste américain de rock 'n' roll, Jerry Lee Lewis. Paru en mai 1958 sous le label Sun Records (noté LP-1230), il connaîtra une réédition sous forme de trois EP en juin de la même année.
Étrangement, Sam Phillips, producteur de l’album, n’inclut pas les titres phares de l’artiste, Great Balls of Fire, Whole Lot of Shakin’ Going On et Breathless qui furent pourtant des succès en single.

## Liste des chansons
| 1. | Don’t Be Cruel    | Otis Blackwell et Elvis Presley    | 2:00 |
| 2. | Goodnight Irene   | Leadbelly                          | 2:52 |
| 3. | Put Me Down       | Roland Janes                       | 2:06 |
| 4. | It All Depends    | Billy Mize (en)                    | 2:57 |
| 5. | Ubangi Stomp (en) | Charles Underwood                  | 1:44 |
| 6. | Crazy Arms        | Ralph Mooney (en) et Charles Seals | 2:41 |

| 7.  | Jambalaya                      | Hank Williams                        | 1:57 |
| 8.  | Fools Like Me                  | Jack Clement et Murphy Maddux        | 2:48 |
| 9.  | High School Confidential       | Ron Hargrave (en) et Jerry Lee Lewis | 2:27 |
| 10. | When the Saints Go Marching In | Air traditionnel                     | 2:06 |
| 11. | Matchbox                       | Carl Perkins                         | 1:40 |
| 11. | It’ll Be Me                    | Jack Clement                         | 2:12 |